# SM-liiga 1992/93
Die Saison 1992/93 war die 18. Spielzeit der SM-liiga. Zum fünften Mal seit der Gründung der SM-liiga und zum sechsten Mal insgesamt wurde TPS Turku Finnischer Eishockey-Meister.

## Reguläre Saison

### Modus
Jedes Team musste viermal gegen jedes andere Team in der Liga und viermal zusätzlich gegen örtlich nahegelegene Mannschaften spielen. Jedes Spiel bestand aus drei Dritteln à 20 Minuten Spielzeit. Wurde nach der regulären Zeit kein Sieger gefunden, wurde das Spiel als unentschieden gewertet.
Ein Sieg brachte einer Mannschaft zwei Punkte. Ein Unentschieden wurde mit einem Punkt vergütet. Für eine Niederlage gab es keine Punkte.

### Abschlusstabelle
Abkürzungen: Sp = Spiele, S = Siege, U = Unentschieden, N = Niederlagen, T = Tore, GT = Gegentore, TD = Tordifferenz
| Pl  | Mannschaft   | Sp | S  | U | N  | T   | GT  | TD   | Punkte |
| --- | ------------ | -- | -- | - | -- | --- | --- | ---- | ------ |
| 1.  | TPS          | 48 | 28 | 8 | 12 | 178 | 138 | +40  | 64     |
| 2.  | Jokerit      | 48 | 28 | 7 | 13 | 185 | 133 | +52  | 63     |
| 3.  | HIFK         | 48 | 25 | 6 | 17 | 168 | 160 | +8   | 56     |
| 4.  | HPK          | 48 | 25 | 4 | 19 | 178 | 137 | +41  | 54     |
| 5.  | Lukko        | 48 | 23 | 8 | 17 | 165 | 138 | +27  | 54     |
| 6.  | JyP HT       | 48 | 25 | 4 | 19 | 171 | 146 | +25  | 54     |
| 7.  | Ässät        | 48 | 22 | 8 | 18 | 180 | 152 | +28  | 52     |
| 8.  | Ilves        | 48 | 20 | 8 | 20 | 150 | 155 | −5   | 48     |
| 9.  | Tappara      | 48 | 19 | 8 | 21 | 172 | 155 | +17  | 46     |
| 10. | KalPa        | 48 | 17 | 5 | 26 | 159 | 185 | −26  | 39     |
| 11. | K-Espoo      | 48 | 11 | 7 | 29 | 122 | 194 | −72  | 31     |
| 12. | Reipas Lahti | 48 | 6  | 3 | 39 | 125 | 260 | −135 | 15     |

### Beste Scorer
Abkürzungen: Sp = Spiele, T = Tore, A = Assists, SM = Strafminuten
| Pl  | Spieler         | Mannschaft | Sp | T  | A  | Punkte | SM |
| --- | --------------- | ---------- | -- | -- | -- | ------ | -- |
| 1.  | Esa Keskinen    | TPS        | 46 | 16 | 43 | 59     | 12 |
| 2.  | Juha Riihijärvi | JyP HT     | 41 | 25 | 31 | 56     | 64 |
| 3.  | Vesa Viitakoski | Tappara    | 48 | 27 | 27 | 54     | 54 |
| 4.  | Jiří Kučera     | Tappara    | 48 | 22 | 32 | 54     | 61 |
| 5.  | Jari Lindroos   | JyP HT     | 48 | 20 | 34 | 54     | 71 |
| 6.  | Radek Ťoupal    | HPK        | 48 | 16 | 37 | 53     | 14 |
| 7.  | Otakar Janecký  | Jokerit    | 46 | 10 | 43 | 53     | 56 |
| 8.  | Jari Korpisalo  | Ässät      | 47 | 26 | 26 | 52     | 91 |
| 9.  | Pekka Peltola   | Lukko      | 48 | 26 | 24 | 50     | 42 |
| 10. | Petri Varis     | Ässät      | 46 | 14 | 35 | 49     | 42 |

## Play-offs

### Modus
Die Plätze 1–8 waren für die Play-offs qualifiziert. Für das Halbfinale qualifizierten sich die Mannschaften, die im Viertelfinale gegen ihren Gegner von fünf Spielen die meisten gewonnen hatten. Im Halbfinale wurde ebenfalls nach dem Modus Best-of-5 gespielt. Die Sieger der Halbfinals zogen ins Finale ein, während die Verlierer im kleinen Finale um den dritten Platz spielten. Im Finale wurden wieder fünf Spiele gespielt. Wer die meisten Spiele gewann, war Sieger der Saison. In der Runde um Platz 3 wurde lediglich ein Spiel gespielt.
Die jeweiligen Gegner wurden so zusammengestellt, dass die bestplatzierte Mannschaft gegen die schlechteste spielt, die zweitbeste, gegen die zweitschlechteste, und so weiter.
Ein Spiel dauerte, so wie in der Hauptsaison, insgesamt 60 Minuten. Nach der regulären Zeit wurden Verlängerungen von jeweils 20 Minuten Länge gespielt, bis ein Sieger durch ein entscheidendes Tor gefunden wurde.

### Turnierbaum
|  | Viertelfinale | Viertelfinale |     |       | Halbfinale       | Halbfinale |  |  | Finale | Finale |
|  |               |               |     |       |                  |            |  |  |        |        |
|  |               |               |     |       |                  |            |  |  |        |        |
|  | TPS           | 3             |     |       |                  |            |  |  |        |        |
|  | TPS           | 3             |     |       |                  |            |  |  |        |        |
|  | Ilves         | 1             |     |       |                  |            |  |  |        |        |
|  | Ilves         | 1             | TPS | 3     |                  |            |  |  |        |        |
|  |               |               | TPS | 3     |                  |            |  |  |        |        |
|  |               | Ässät         | 1   |       |                  |            |  |  |        |        |
|  | Jokerit       | Ässät         | 1   | 0     |                  |            |  |  |        |        |
|  | Jokerit       |               |     | 0     |                  |            |  |  |        |        |
|  | Ässät         | 3             |     |       |                  |            |  |  |        |        |
|  |               |               | TPS | 3     |                  |            |  |  |        |        |
|  |               |               |     | HPK   | 1                |            |  |  |        |        |
|  | HPK           | 3             |     |       |                  |            |  |  |        |        |
|  | Lukko         | 0             |     |       |                  |            |  |  |        |        |
|  | Lukko         | 0             | HPK | 3     |                  |            |  |  |        |        |
|  |               |               | HPK | 3     | Spiel um Platz 3 |            |  |  |        |        |
|  |               | JyP HT        | 2   |       |                  |            |  |  |        |        |
|  | HIFK          | JyP HT        | 2   | 1     | JyP HT           | 1          |  |  |        |        |
|  | HIFK          |               |     | 1     | JyP HT           | 1          |  |  |        |        |
|  | JyP HT        | 3             |     | Ässät | 0                |            |  |  |        |        |
|  | JyP HT        | 3             |     |       | 0                |            |  |  |        |        |
|  |               |               |     |       |                  |            |  |  |        |        |

### Viertelfinale
| TPS – Ilves                    | TPS – Ilves | TPS – Ilves | TPS – Ilves |
| ------------------------------ | ----------- | ----------- | ----------- |
| TPS                            | Ilves       | 6-0         |             |
| Ilves                          | TPS         | 4-5 n. V.   |             |
| TPS                            | Ilves       | 1-3         |             |
| Ilves                          | TPS         | 3-4         |             |
| TPS gewinnt die Runde mit 3:1. |             |             |             |

| Jokerit – Ässät                  | Jokerit – Ässät | Jokerit – Ässät | Jokerit – Ässät |
| -------------------------------- | --------------- | --------------- | --------------- |
| Jokerit                          | Ässät           | 6-7             |                 |
| Ässät                            | Jokerit         | 3-2             |                 |
| Jokerit                          | Ässät           | 3-4 n. V.       |                 |
| Ässät gewinnt die Runde mit 3:0. |                 |                 |                 |

| HIFK – JyP HT                     | HIFK – JyP HT | HIFK – JyP HT | HIFK – JyP HT |
| --------------------------------- | ------------- | ------------- | ------------- |
| HIFK                              | JyP HT        | 2-4           |               |
| JyP HT                            | HIFK          | 5-2           |               |
| HIFK                              | JyP HT        | 4-1           |               |
| JyP HT                            | HIFK          | 4-1           |               |
| JyP HT gewinnt die Runde mit 3:1. |               |               |               |

| HPK – Lukko                    | HPK – Lukko | HPK – Lukko | HPK – Lukko |
| ------------------------------ | ----------- | ----------- | ----------- |
| HPK                            | Lukko       | 2-0         |             |
| Lukko                          | HPK         | 3-4 n. V.   |             |
| HPK                            | Lukko       | 3-1         |             |
| HPK gewinnt die Runde mit 3:0. |             |             |             |

### Halbfinale
| TPS – Ässät                    | TPS – Ässät | TPS – Ässät | TPS – Ässät |
| ------------------------------ | ----------- | ----------- | ----------- |
| TPS                            | Ässät       | 6-3         |             |
| Ässät                          | TPS         | 4-1         |             |
| TPS                            | Ässät       | 6-3         |             |
| Ässät                          | TPS         | 0-6         |             |
| TPS gewinnt die Runde mit 3:1. |             |             |             |

| HPK – JyP HT                   | HPK – JyP HT | HPK – JyP HT | HPK – JyP HT |
| ------------------------------ | ------------ | ------------ | ------------ |
| HPK                            | JyP HT       | 6-3          |              |
| Jyp HT                         | HPK          | 1-0          |              |
| HPK                            | JyP HT       | 4-1          |              |
| Jyp HT                         | HPK          | 2-1          |              |
| HPK                            | JyP HT       | 2-1 n. V.    |              |
| HPK gewinnt die Runde mit 3:2. |              |              |              |

### Dritter Platz
| JyP HT – Ässät         | JyP HT – Ässät | JyP HT – Ässät | JyP HT – Ässät |
| ---------------------- | -------------- | -------------- | -------------- |
| JyP HT                 | Ässät          | 4-3            |                |
| JyP HT gewinnt Bronze. |                |                |                |

### Finale
| TPS – HPK                                                 | TPS – HPK | TPS – HPK | TPS – HPK |
| --------------------------------------------------------- | --------- | --------- | --------- |
| TPS                                                       | HPK       | 9-3       |           |
| HPK                                                       | TPS       | 6-5       |           |
| TPS                                                       | HPK       | 3-2       |           |
| HPK                                                       | TPS       | 1-3       |           |
| TPS gewinnt die Meisterschaft mit 3:1. HPK erhält Silber. |           |           |           |

### Finnischer Meister
| Finnischer Meister TPS Turku | Torhüter: Kimmo Lecklin, Fredrik Norrena, Jouni Rokama Verteidiger: Mikko Haapakoski, Kari Harila, Marko Kiprusoff, Tom Koivisto, Jouko Narvanmaa, Alexander Smirnow, Hannu Virta, Jukka Virtanen Angreifer: Jari Hirsimäki, Kari Jalonen, Kari Kanervo, Esa Keskinen, Saku Koivu, Mikko Mäkelä, Reijo Mikkolainen, Kai Nurminen, Jari Pulliainen, Harri Sillgren, Raimo Summanen, German Titow, Jukka Vilander, Pekka Virta, Juha Virtanen, Ari Vuori Cheftrainer: Wladimir Jursinow |

### Beste Scorer
Abkürzungen: Sp = Spiele, T = Tore, A = Assists, SM = Strafminuten
| Pl | Spieler        | Mannschaft | Sp | T | A  | Punkte | SM |
| -- | -------------- | ---------- | -- | - | -- | ------ | -- |
| 1. | German Titow   | TPS        | 12 | 5 | 12 | 17     | 10 |
| 2. | Raimo Summanen | TPS        | 10 | 8 | 8  | 16     | 10 |
| 3. | Mikko Mäkelä   | TPS        | 11 | 4 | 8  | 12     | 0  |
| 4. | Marko Palo     | HPK        | 12 | 7 | 4  | 11     | 2  |
| 5. | Ari Vuori      | TPS        | 12 | 2 | 9  | 11     | 12 |

## SM-liiga-Qualifikation
Reipas Lahti musste seinen Platz in der SM-liiga gegen die drei besten Mannschaften aus der Mestis verteidigen. Es galt der gleiche Modus, wie in der regulären Saison, nur dass jedes Team zweimal anstatt viermal gegen jedes andere Team spielen musste.
Abkürzungen: Sp = Spiele, S = Siege, U = Unentschieden, N = Niederlagen
| Pl | Mannschaft   | Sp | S | U | N | Punkte |
| -- | ------------ | -- | - | - | - | ------ |
| 1. | Reipas Lahti | 6  | 4 | 1 | 1 | 9      |
| 2. | KooKoo       | 6  | 4 | 0 | 2 | 8      |
| 3. | TuTo         | 6  | 2 | 0 | 4 | 4      |
| 4. | Jokipojat    | 6  | 1 | 1 | 4 | 3      |

Lahti konnte seine Position in der SM-liiga verteidigen.

## Auszeichnungen

### Trophäen
| Auszeichnung                    | Gewinner          | Team    |
| ------------------------------- | ----------------- | ------- |
| Aarne-Honkavaara-Trophäe        | Tomáš Kapusta     | HPK     |
| Aaro-Kivilinna-Gedenk-Trophäe   |                   | Ilves   |
| Harry-Lindbladin-Gedenk-Trophäe | TPS               | TPS     |
| Jarmo Wasaman muistopalkinto    | Ville Peltonen    | HIFK    |
| Kalevi-Numminen-Trophäe         | Wladimir Jursinow | TPS     |
| Kanada-malja                    | TPS               | TPS     |
| Kultainen kypärä                | Juha Riihijärvi   | Jyp HT  |
| Matti-Keinonen-Trophäe          | Erik Hämäläinen   | Jokerit |
| Pekka-Rautakallio-Trophäe       | Erik Hämäläinen   | Jokerit |
| Pentti-Isotalo-Trophäe          | Janne Rautavuori  | –       |
| Raimo-Kilpiö-Trophäe            | Esa Keskinen      | TPS     |
| Unto-Wiitala-Trophäe            | Seppo Mäkelä      | –       |
| Urpo-Ylönen-Trophäe             | Timo Lehkonen     | HPK     |
| Veli-Pekka-Ketola-Trophäe       | Esa Keskinen      | TPS     |

### All-Star-Team
| Tor          | Petr Bříza (Lukko)    | Petr Bříza (Lukko)    | Petr Bříza (Lukko)    | Petr Bříza (Lukko)    | Petr Bříza (Lukko)       | Petr Bříza (Lukko)       |
| Verteidigung | Janne Laukkanen (HPK) | Janne Laukkanen (HPK) | Janne Laukkanen (HPK) | Timo Jutila (Tappara) | Timo Jutila (Tappara)    | Timo Jutila (Tappara)    |
| Sturm        | Jarkko Varvio (HPK)   | Jarkko Varvio (HPK)   | Esa Keskinen (TPS)    | Esa Keskinen (TPS)    | Juha Riihijärvi (JyP HT) | Juha Riihijärvi (JyP HT) |